# Alfons V Aragoński
Alfons V Aragoński zwany Wspaniałomyślnym (ur. 1396, zm. 27 czerwca 1458) – król Aragonii, Sardynii i Korsyki i hrabia Barcelony od 1416 do 1458 oraz król Neapolu (jako Alfons I) od 1442 do 1458, gonfaloniere papieski.

## Życiorys
Był synem Ferdynanda I i jednym z najbardziej zwracających na siebie uwagę władcą epoki renesansu.
Miał kontakty z królestwem Etiopii, w 1428 otrzymał list od władcy Etiopii Yeshaqa I, który proponował zawarcie mariażu oraz sojuszu przeciwko muzułmanom. W 1430 zawarł pokój z Egiptem a w 1446 z Cyprem.
W 1421 roku bezdzietna królowa Neapolu Joanna II zaadoptowała Alfonsa w zamian za wsparcie floty aragońskiej w obronie przed flotą Ludwika III Andegaweńskiego. Plany przejęcia rządów w Neapolu jeszcze za życia Joanny nie powiodły się ze względu na bunt mieszkańców Neapolu przeciwko Aragończykom. Do planów zdobycia Neapolu Alfons powrócił w 1435 roku. W bitwie morskiej pod Ponzą flota aragońska poniosła klęskę, a sam Alfons trafił do niewoli. Po odzyskaniu wolności zdobył jednak Neapol w 1442 roku.
Ożenił się z Marią Kastylijską (córką króla Kastylii – Henryka III Chorowitego i jego żony Katarzyny Lancaster – córki Jana z Gandawy), z którą nie doczekał się dzieci. Spadkobiercą królestwa Neapolu został nieślubny syn Alfonsa V – Ferdynand I Ferrante, natomiast królestwa Aragonii – jego brat Jan II Aragoński.